# BCLスクランブル
『BCLスクランブル』（ビーシーエルスクランブル）は、1976年4月から1977年3月まで日本短波放送（現・ラジオNIKKEI）で放送されていた情報番組である。放送時間は毎週月曜 - 金曜 18:15 - 18:30 （日本標準時）。

## 概要
前番組『ハロージーガム』（パーソナリティ：肝付兼太）に替わってスタートしたBCL専門の情報番組。世界の短波放送事情から受信報告の書き方、さらにはBCLと密接する科学の話題に至るまでを取り上げていた。当初は白川次郎（当時日本短波放送アナウンサー）がパーソナリティを務めていたが、後に武田広（当時日本短波放送アナウンサー）と交代した。
1977年3月からは編成の都合により、木曜 18:00 - 18:30 に放送の30分番組『BCLタイム』となった。そして1978年7月には木曜 7:30 - 7:45 に放送の15分番組となり、同年9月をもって打ち切られた。